# Stadsgewest 's-Hertogenbosch
Het Stadsgewest 's-Hertogenbosch is een samenwerkingsverband van een aantal gemeenten in Gelderland en Noord-Brabant die op de stad 's-Hertogenbosch zijn aangewezen.
Dergelijke samenwerkingsverbanden werden effectief vanaf het midden van de jaren 70 van de 20e eeuw. Doel was vooral de versnippering van het landschap en de leegloop van steden tegen te gaan. In 1978 werd vorm gegeven aan deze verbanden in het Streekplan Midden- en Oost-Brabant.
De samenwerking werd vastgelegd in de Regeling Stadsgewest 's-Hertogenbosch. Nadat door de gemeentelijke herindeling van 1996 het aantal gemeenten sterk werd verkleind is in 1998 ook deze Regeling aangepast, waarbij een aantal bevoegdheden aan de gemeenten werd teruggegeven.
Tegenwoordig maken de volgende gemeenten deel uit van het Stadsgewest: Boxtel, Haaren, ’s-Hertogenbosch, Heusden, Maasdriel, Schijndel, Sint-Michielsgestel en Vught.